# Jastorf
Jastorf ist ein Ortsteil der Stadt Bad Bevensen im niedersächsischen Landkreis Uelzen.

## Geografie und Verkehrsanbindung
Jastorf liegt südöstlich der Kernstadt Bad Bevensen. Die Landesstraße L 254 verläuft nördlich. Am westlichen Ortsrand fließt die Ilmenau, westlich fließt der Elbe-Seitenkanal. Unweit südwestlich erstreckt sich der etwa 20 ha große Jastorfer See mit dem 16,5 ha großen Naturschutzgebiet Vogelfreistätte Jastorfer See.

## Sehenswürdigkeiten

### Baudenkmale
In der Liste der Baudenkmale in Bad Bevensen sind für Jastorf drei Baudenkmale aufgeführt:
- drei Wohn- und Wirtschaftsgebäude (Jastorf Nr. 6, 11 und 14)

## Sonstiges
Nach dem Ort ist von Gustav Schwantes die eisenzeitliche Jastorf-Kultur benannt worden, nachdem er 1897 in Ortsnähe ein Urnengräberfeld entdeckte.